# Ahlefeld-Bistensee
Ahlefeld-Bistensee är en kommun i Kreis Rendsburg-Eckernförde i förbundslandet Schleswig-Holstein i Tyskland. Kommunen bildades 1 januari 2008 genom en sammanslagning av de tidigare kommunerna Ahlefeld och Bistensee.
Kommunen ingår i kommunalförbundet Amt Hüttener Berge tillsammans med ytterligare 15 kommuner.